# Sebastián Malvar y Pinto
Sebastián Malvar y Pinto (Salcedo, Pontevedra, 1730 - Santiago de Compostela, 1795) fue un religioso español.

## Biografía
Sebastián Malvar y Pinto nació en Salcedo en noviembre de 1730, hijo de Santiago Malvar y de Inés María de Pinto, formándose en los conventos franciscanos de Pontevedra y Ribadavia. Realizó estudios eclesiásticos en Salamanca, ciudad en la que se ordenó como franciscano el 5 de marzo de 1747.
Enseñó en el colegio de Alba de Tormes  y en la misma Universidad de Salamanca donde se doctoró en teología  en diciembre de 1763. Diez años más tarde ganó la cátedra de teología de prima en la misma Universidad, lo que le dio renombre y fama.
Cuando ya corría su nombre como candidato para la diócesis de Quito, el 15 de diciembre de 1777 fue designado por el papa Pío VI como obispo de Buenos Aires. Como no podía hacerse cargo inmediatamente, le dio poder al Deán Andujar y al arcediano Miguel de Riglos para que en su nombre, gobernaran la diócesis hasta tanto se diera su llegada.
Fue consagrado el 19 de abril de 1778 por el obispo de Salamanca Felipe Beltrán en la iglesia de San Gil de los frailes menores. Partió para América, desde el puerto de La Coruña el 20 de octubre, acompañado de su sobrino Pedro Acuña y Malvar, sacerdote, y de su confesor personal Fray Pedro Guitián Arias.
Desembarcó en Montevideo el 28 de diciembre de 1778, proveniente de La Coruña a bordo de la Fragata Correo "La Princesa", junto con las primeras familias que serían establecidas en los nuevos establecimientos de la Patagonia,  y tras pasar por Colonia del Sacramento y la reducción de indios de Santo Domingo de Soriano  pasó a Entre Ríos visitando Gualeguaychú. En marzo de 1779 dio aviso al Virrey que proseguiría su visita dirigiéndose a los pueblos de Misiones, Corrientes y Santa Fe, utilizando sólo la escolta provista por el gobernador de Montevideo. Tras ese periplo regresó a la ciudad de Santa Fe y de allí a San Nicolás de los Arroyos donde enfermó, por lo que recién arribó a su sede en la ciudad de Buenos Aires en el mes de octubre de 1779.
Una vez en Buenos Aires, para el 25 de enero de 1780 había ya visitado las reducciones de los indios pampas.
Malvar observó las necesidades de las iglesias locales y corroborando el penoso estado espiritual en que se hallaba su feligresía motivado en buena medida por las enormes distancias entre los poblados, ordenó erigir nuevas parroquias, entre ellas las de Pergamino, Baradero y San Pedro (antes parte del curato  de Arrecifes). Sus primeras iniciativas al frente de su diócesis fueron encaminadas a mejorar las costumbres e incrementar la evangelización, preocupándose también por finalizar las obras de reconstrucción de la catedral porteña.
En los seis años que permaneció en la diócesis el obispo Malvar tuvo varios enfrentamientos con el virrey Vértiz –un criollo con tendencias renovadoras- así como con el cabildo catedralicio, por cuestiones de preferencia y privilegios. Por su mentalidad conservadora, el obispo Malvar promovió los ejercicios espirituales y prohibió las corridas de toros y combatió el juego.
Apoyó la predicación de los ejercicios espirituales de San Ignacio de Loyola, que promovía la Beata María Antonia del San José (en el mundo María Antonia de Paz y Figueroa), quien había venido  desde Santiago del Estero a esos efectos. Malvar costeó los alquileres de dos de las casas de ejercicios que tuvo; una en el barrio del Hospital de San Martín y otra en el barrio de Monserrat. Hasta que construyó, por medio de limosnas y donativos la Santa Casa de Ejercicios espirituales en la intersección de las actuales avenida Independencia y Salta (todavía en funcionamiento). También invitó a la Beata a la Ciudad de Colonia del Sacramento, (República Oriental del Uruguay) a que predicara tandas de Ejercicios Espirituales. A la partida de este a su nuevo destino, dejó destinados al mantenimiento de la Casa de Ejercicios de Buenos Aires, una importante suma de dinero. Asimismo, el Obispo Malvar y Pinto no ordenaba a ningún sacerdote, sin que la Madre Antonia, diera su aprobación luego de una tanda de ejercicios espirituales.
Su permanencia en el Río de la Plata no fue muy dilatada, ya que en 1784 fue nombrado arzobispo de Santiago de Compostela, gracias, entre otros méritos, a su implicación en la sofocación de la rebelión encabezada por el inca José Gabriel Cordoncanqui Túpac Amaru II.
Antes de partir tuvo un último altercado con el cabildo eclesiástico, quien conocida la noticia de su traslado proclamó la sede vacante y se negó a seguir reconociendo la autoridad de Malvar, también en ese mismo año envió una carta a sus superiores y autoridades señalando las proesas de María Antonia de Paz y Figueroa.
Se alejó de Buenos Aires el 6 de febrero de 1784 rumbo a Montevideo y un mes después se embarcó a Cádiz.
En el viaje de regreso, al desembarcar en Cádiz, protagonizó junto con su sobrino un curioso suceso: los funcionarios de aduanas los acusaron de traer, fraudulentamente, en el equipaje que portaban, una considerable cantidad de barras de oro sin registrar. Para resolver el incidente Malvar donó la mercancía a la Corona, con lo que quedaba exenta de registro. Sin embargo, al parecer, el rey se la devolvió para que la invirtiera en obras en Compostela. El arzobispo Malvar falleció en la capital de su archidiócesis a los once años de tomar posesión.